# Loudonville, Ohio
Loudonville là một làng thuộc quận Ashland, tiểu bang Ohio, Hoa Kỳ. Năm 2010, dân số của làng này là 2641 người.